# 阿蒂涅维尔
阿蒂涅维尔（法語：Attignéville，法語發音：[atiɲevil] ⓘ）是法国大東部大區孚日省的一个市镇，属于讷沙托区。

## 地理
阿蒂涅维尔（48°23'9"N, 5°48'28"E）面积14.61 平方千米，位于法国大東部大區孚日省，该省份为法国东北部内陆省份，北起默兹省和默尔特-摩泽尔省，西接上马恩省，南至上索恩省和贝尔福地区省，东临上莱茵省和下莱茵省。
与阿蒂涅维尔接壤的市镇（或旧市镇、城区）包括：韦维尔、勒莫维尔、特朗克维尔-格罗、热蒙维尔、阿乌兹、巴维尔、阿尔谢尚。

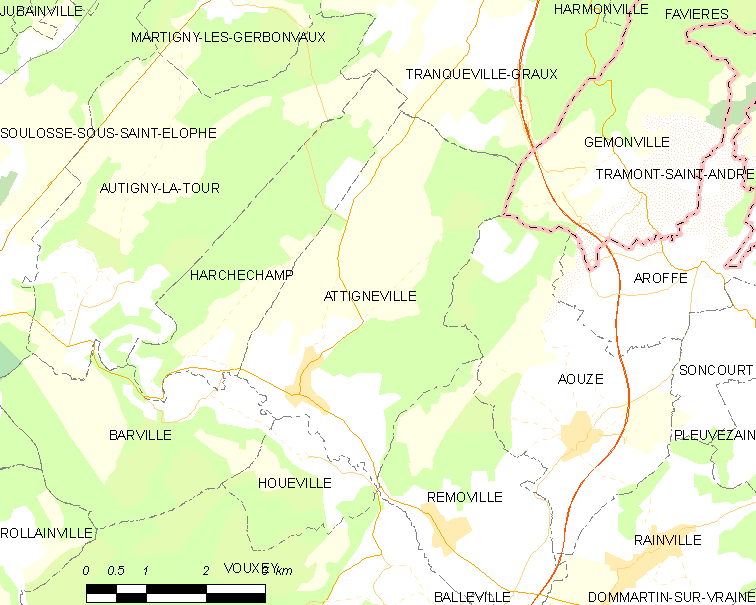
阿蒂涅维尔的OSM定位图

阿蒂涅维尔的时区为UTC+01:00、UTC+02:00（夏令时）。

## 行政
阿蒂涅维尔的邮政编码为88300，INSEE市镇编码为88015。

## 政治
阿蒂涅维尔所属的省级选区为讷沙托县。

## 人口

1962-2008年间阿蒂涅维尔人口变化图示

阿蒂涅维尔于2022年1月1日时的人口数量为210人。